# Agrophotovoltaikanlage Heggelbach
Die Agrophotovoltaikanlage Heggelbach (auch: Verbundprojekt Agrophotovoltaik –Ressourceneffiziente Landnutzung bzw. Forschungsprojekt APV-RESOLA) wurde 2016 unter Leitung des Fraunhofer-Institut für Solare Energiesysteme (ISE) als Forschungsanlage in Heggelbach (Baden-Württemberg) errichtet.

## Lage

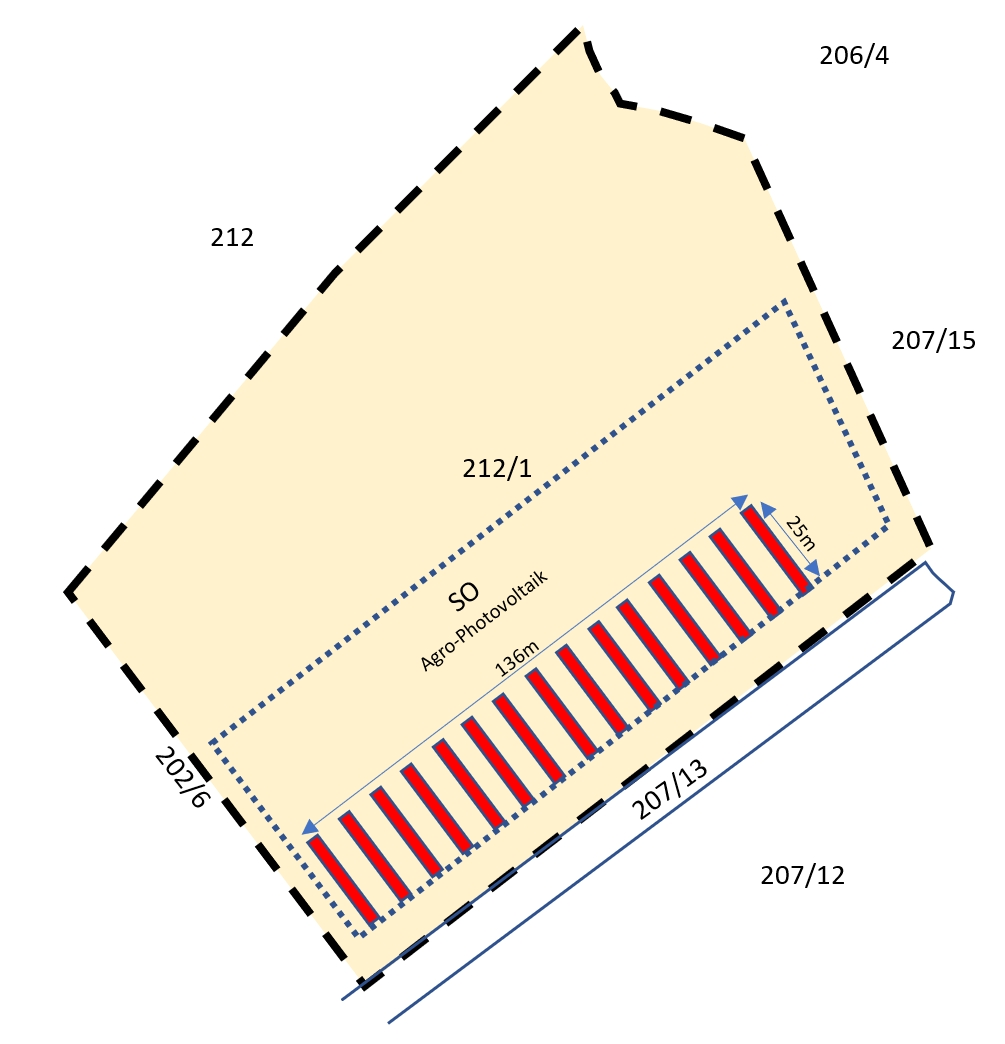
Lageplan

Die Agrophotovoltaikanlage Heggelbach steht bei Oberndorf in der Gemeinde Herdwangen-Schönach auf einem Acker (Grundstück 212/1) der Hofgemeinschaft Heggelbach. Die Zufahrt zur Anlage ist nicht ausgeschildert, der Zugang ist bei Bepflanzung nur beschränkt möglich.

## Ziel

### Allgemein
Mit Agro- bzw. Agri-Photovoltaik (Agro-PV bzw. Agri-PV) wird die gleichzeitige Nutzung von Flächen für die landwirtschaftliche Pflanzenproduktion mittels Photosynthese und die Energieumwandlung durch Photovoltaikmodule verstanden. Durch diese doppelte Nutzung der landwirtschaftlichen Fläche wird eine höhere Nutzungszahl (Flächeneffizienz) der landwirtschaftlichen Fläche erreicht.
Bei der Nutzung von landwirtschaftlichen Flächen durch bisherige niederflurige Freiflächenanlagen kann eine Flächennutzungskonkurrenz zur landwirtschaftlichen Nutzung entstehen, da die Fläche unter den Modulen nur noch eingeschränkt zur Verfügung steht.

### Forschungsziele
Forschungsziel war es:
- die Auswirkung der Beschattung durch die Solarmodule,
- die mögliche Veränderung von Mikroklima und Wasserhaushalt,
- den Einfluss auf Bodeneigenschaften und Biodiversität,
- den Einfluss auf die Kulturpflanzen,
- Feststellung der Eignung verschiedener Kulturpflanzen für den Anbau unter Agro-PV-Anlagen,

festzustellen durch Messungen des Einflusses der Agro-PV-Anlage auf die Bestandsentwicklung und den Ertrag der Kulturpflanzen.
Das Forschungsprojekt als Pilotprojekt unter der Leitung des Fraunhofer-Instituts für Solare Energiesysteme ISE Freiburg begann ab Juni 2015,  die PV-Forschungsanlage wurde von Hilber Solar ab Juli 2016 errichtet. Ab Mitte 2016 begann die Erfassung der Parameter zu Umwelt, Klima, den Bodenkennwerten und Biodiversität etc. Ab Herbst 2016 wurden am Standort etablierte Pflanzenbestände und agrarwissenschaftliche Parameter erfasst und ab Juli 2017 pflanzenbauliche Parameter (Ertrag, Qualität). Ab Herbst 2017 begann die Ergebnisauswertung und wurden Empfehlungen für die praktische Umsetzung formuliert. Projektende war am 30. Juni 2019.

## Ausführung
Die Agro-PV-Versuchsanlage ist im Wesentlichen in fünf bis acht Metern Höhe aufgeständert mit einer speziell dafür adaptierten Unterkonstruktion mit schräg gestellten Photovoltaikmodulen (Horizontale Agrophotovoltaik).
Die Anlage besteht aus 15 doppelten Modulreihen. Drei Säulen befinden sich auf der Breitseite und 8 Säulenreihen auf der Längsseite. Dies ergibt in der Breite einen Säulenabstand von rund 8,3 Meter und in der Länge einen Säulenabstand von rund 17 Meter. Bei jeder Säule besteht ein Rammschutz. Der große Abstand zwischen den Modulen wurde gewählt, um möglichst wenig Schatten auf dem Acker zu verursachen. Die vor Ort gut erkennbare unterschiedliche Schrägstellung der Module resultiert aus der leichten Hanglage, auf welcher die PV-Anlage steht. Der Modulwinkel ist im Normalbetrieb nicht verstellbar.
Die hier gewählte Ausführung ist wegen der Messstationen auf dem Acker für die Beweidung durch Tiere nicht geeignet.

## Vor- und Nachteile der Agro-Photovoltaik

### Vorteile
Agro-PV-Anlagen können folgende Vorteile haben:
- doppelte Flächennutzung,
- schützt Tiere, Pflanzen und Ernte vor Wetterextremen wie Hitze, Dürre, Starkregen, Hagel oder Wind,
- landwirtschaftliche Maschinen können – je nach Ausführung der Anlage – wie zuvor unter den Photovoltaikanlagen eingesetzt werden,
- der Bewässerungsbedarf der landwirtschaftlichen Flächen kann teilweise erheblich reduziert werden,
- die Wasser-Speicherfähigkeit des Bodens kann unter Umständen erhöht werden,
- Carbon Farming (kontrolliert Humusaufbau) möglich,
- positive Auswirkungen auf die Ernteerträge.

### Nachteile
- Flächenverlust durch die Montagegestelle für die PV-Module,
- negative Einflüsse auf das Landschaftsbild,
- nicht alle Pflanzenarten eignen sich für die Doppelnutzung durch Agrophotovoltaik,
- agrophotovoltaische Flächen bedingen mehr Aufwand bei der Bewirtschaftung der landwirtschaftlichen Fläche,
- eine ungleiche Wasserverteilung unter den PV-Modulen (durch diese verursacht) kann bei bestimmten Kulturen zu Bodenerosion führen.

## Anlagenkosten
Die Kosten einer Agro-PV Anlage sind je nach Ausführung und Zweck unterschiedlich und können daher noch nicht pauschal pro kWp angegeben werden. Die Energiegestehungskosten liegen zwischen 7 und 12 Cent pro kWh.

## Landwirtschaftliche Erträge
Im ersten Projektjahr 2017 wurde eine Steigerung der Landnutzungsrate auf 160 Prozent nachgewiesen. Im Sommer 2018 wurde dieses Ergebnis noch übertroffen: durch die Teilverschattung unter den Solarmodulen steigerte sich wegen des heißen Sommers die landwirtschaftlichen Ernteerträge und die Sonneneinstrahlung bedingte eine höhere Energieumwandlung. Die Landnutzungseffizienz lag 2018 bei 186 Prozent. Bei drei von vier angebauten Kulturen (Winterweizen, Kartoffeln, Kleegras, Sellerie) unter der APV-Anlage wurden 2018 höhere Erträge als auf der Referenzfläche ohne PV-Module festgestellt, wobei die Positiverträge im Hinblick auf die Landnutzungszahl wie folgt ausfielen:
- Sellerie + 12 Prozent,
- Winterweizen + 3 Prozent,
- Kleegras - 8 Prozent,
- Kartoffeln + 86 Prozent,

pro Hektar. Dies, obwohl die photosynthetisch aktive Sonneneinstrahlung unter der Agro-PV-Anlage um rund 30 % niedriger war als auf der Referenzfläche. Die Bodentemperatur lag unter der Agro-PV-Anlage im Frühjahr und Sommer unter jener der Referenzfläche. Die Lufttemperatur war identisch. In den heißen und trockenen Sommermonaten 2018 war die Bodenfeuchtigkeit im Weizenbestand unter der Agro-PV-Anlage höher als auf der offenen Referenzfläche. In den Wintermonaten sowie bei den anderen Kulturen lag sie hingegen darunter. Die Sonneneinstrahlung lag 2018 mit 1319,7 Kilowattstunden pro Quadratmeter um 8,4 % höher als im Vorjahr.

## Technische Daten
- Versuchsfläche: 2,5 ha
- davon Photovoltaik-Anlage: 2500 m²
- bebaute APV-Forschungsanlage: 3400 m²
- Referenzfläche zum Vergleich der Ackererträge: 22.500 m²
- Installation der PV-Anlage: ab Juli 2016
- Anlagenausrichtung: Südwesten
- Anlagenlänge: rund 136 Meter
- Anlagenbreite: rund 25 Meter
- Gesamthöhe: rund 8 Meter
- Montagehöhe über 0-Niveau: rund sechs Meter
- Durchfahrtshöhe: rund 5 Meter
- Installierte PV-Leistung: 194,4 kWp
- Modultype: bifaziale PV-Module
- primäre Energieverwendung: Hofgemeinschaft Heggelbach,
- Photosynthetisch aktive Reststrahlung auf der Ackerfläche unter den PV-Anlage: mindestens 60 %
- Fundamentanker der Steher: Spinnanker
- Versuchsweise angebaute Kulturen: Weizen, Kleegras, Kartoffeln und Sellerie.[4]
- Stromgestehungskosten: zwischen 7 und 12 Eurocent pro kWh.[8]

## Mediengalerie

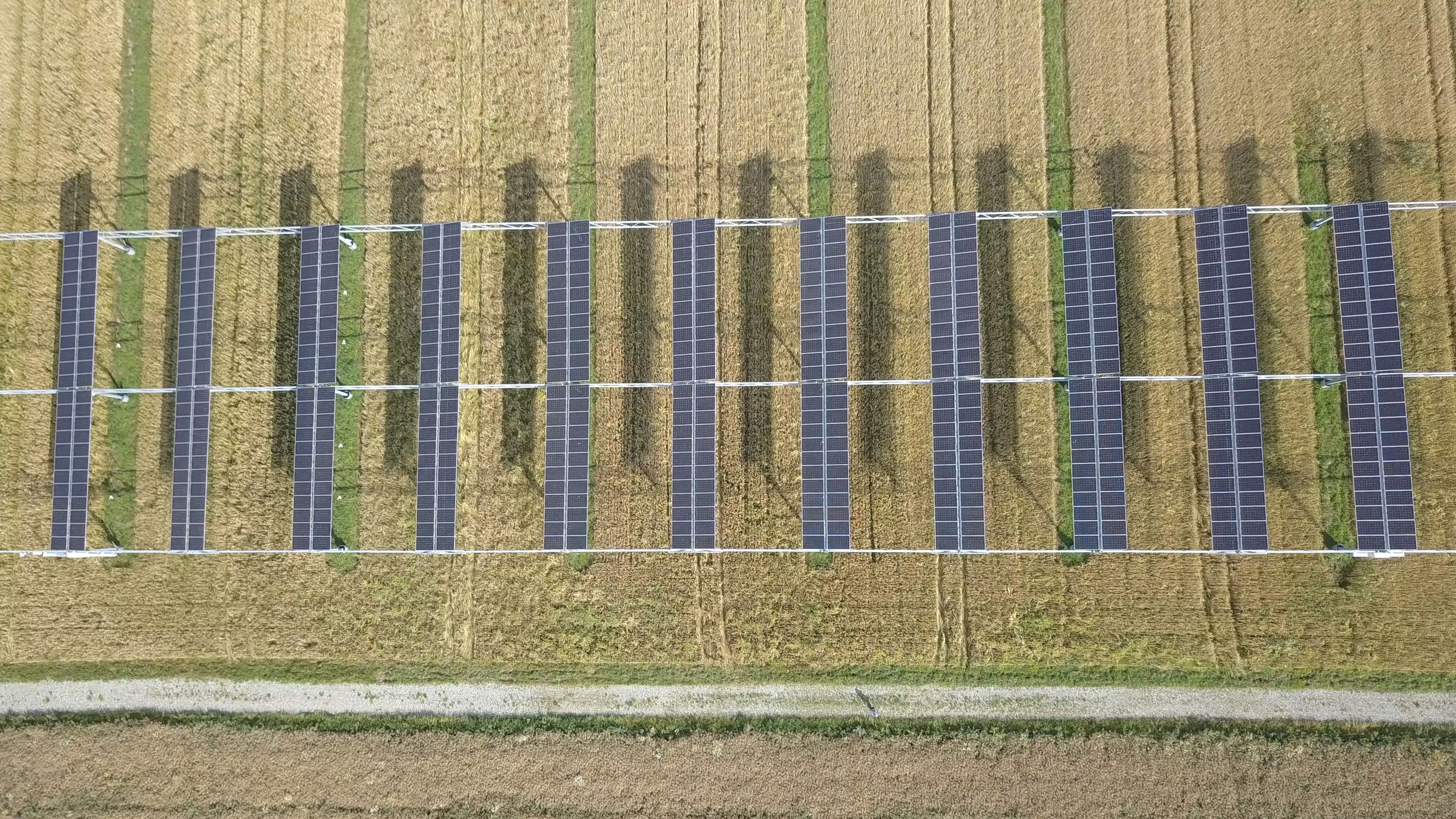
Luftbild APV Anlage Heggelbach
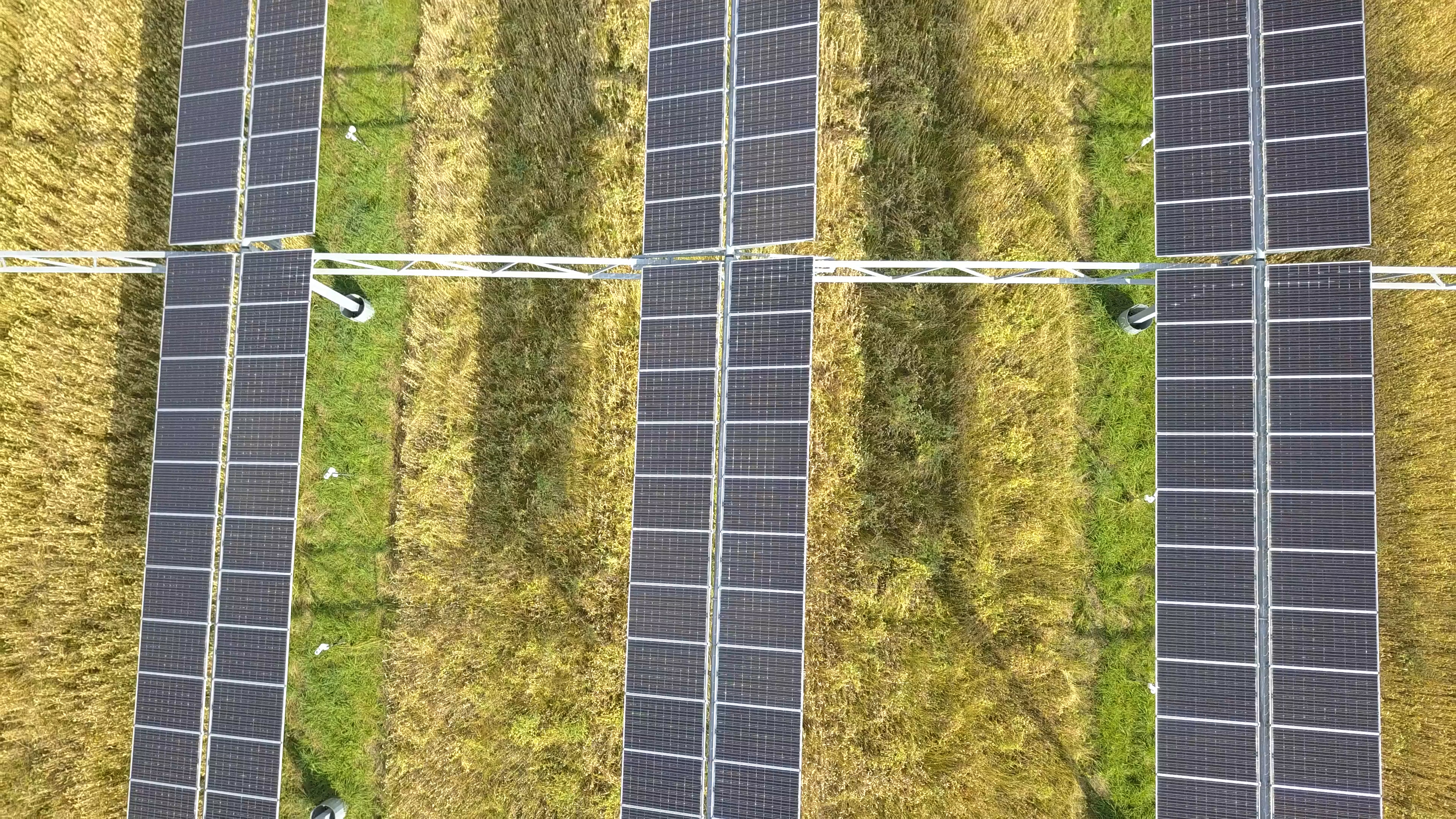
Luftbild APV Anlage Heggelbach
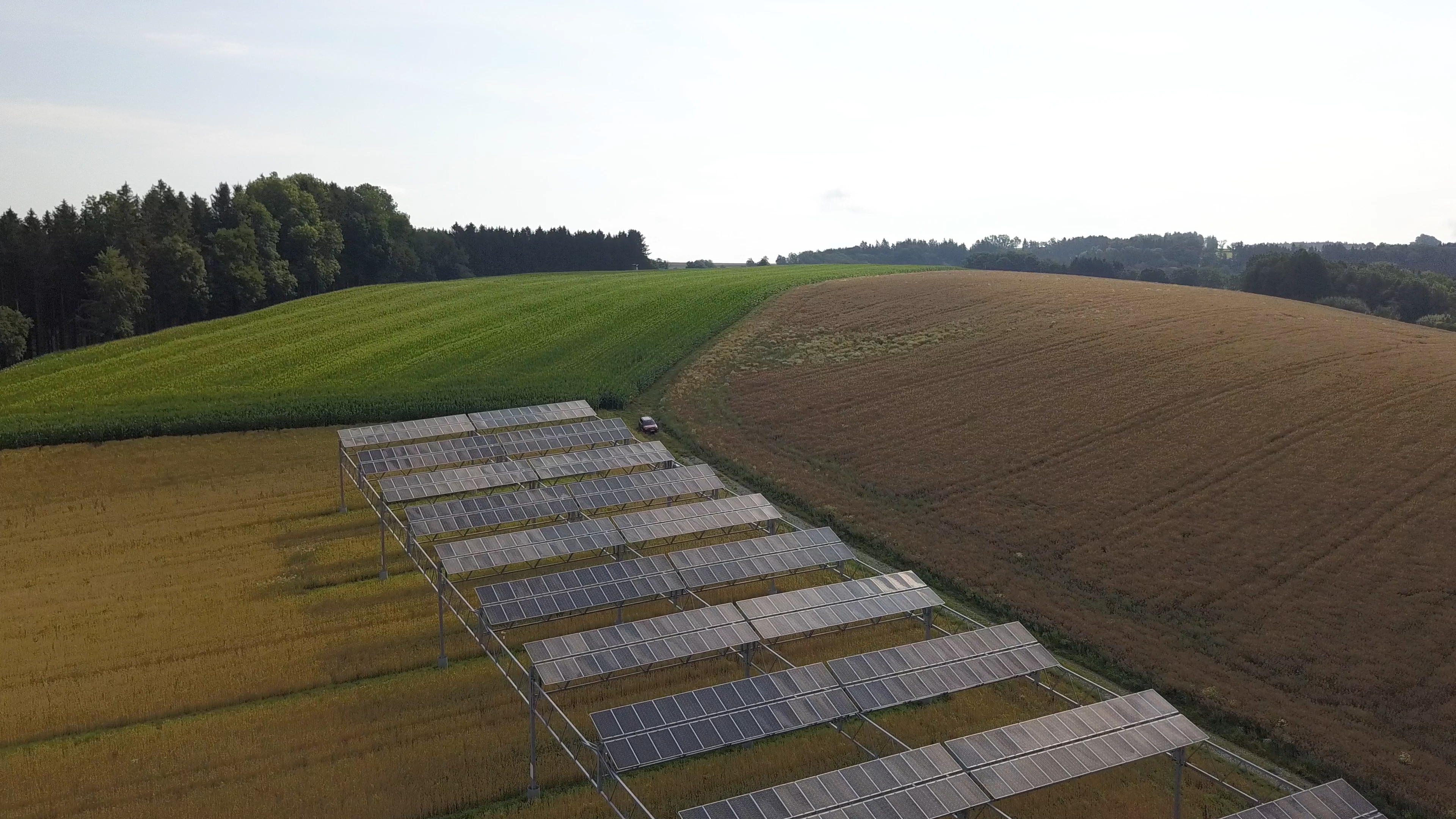
Luftbild APV Anlage Heggelbach
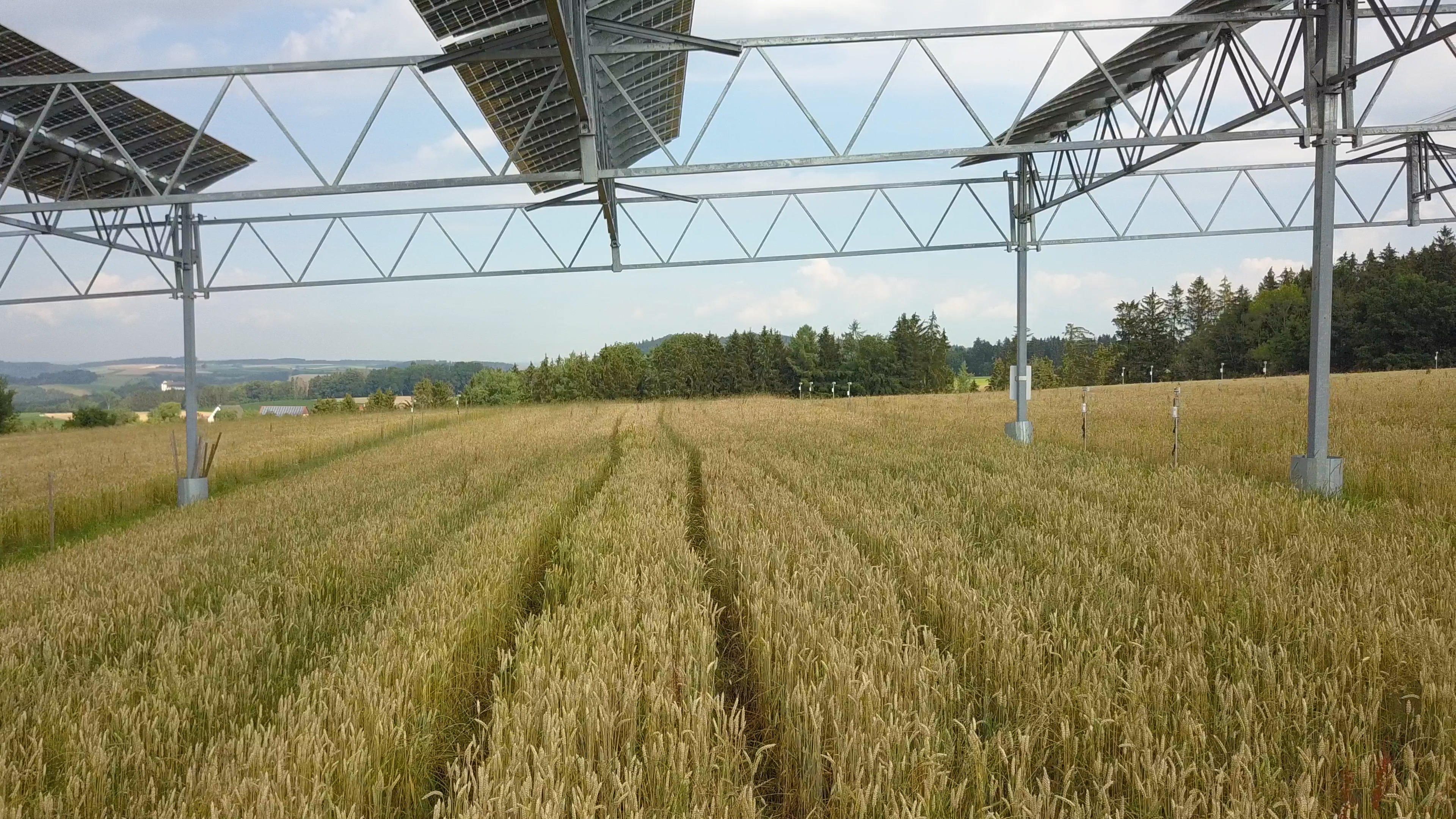
APV Anlage Heggelbach
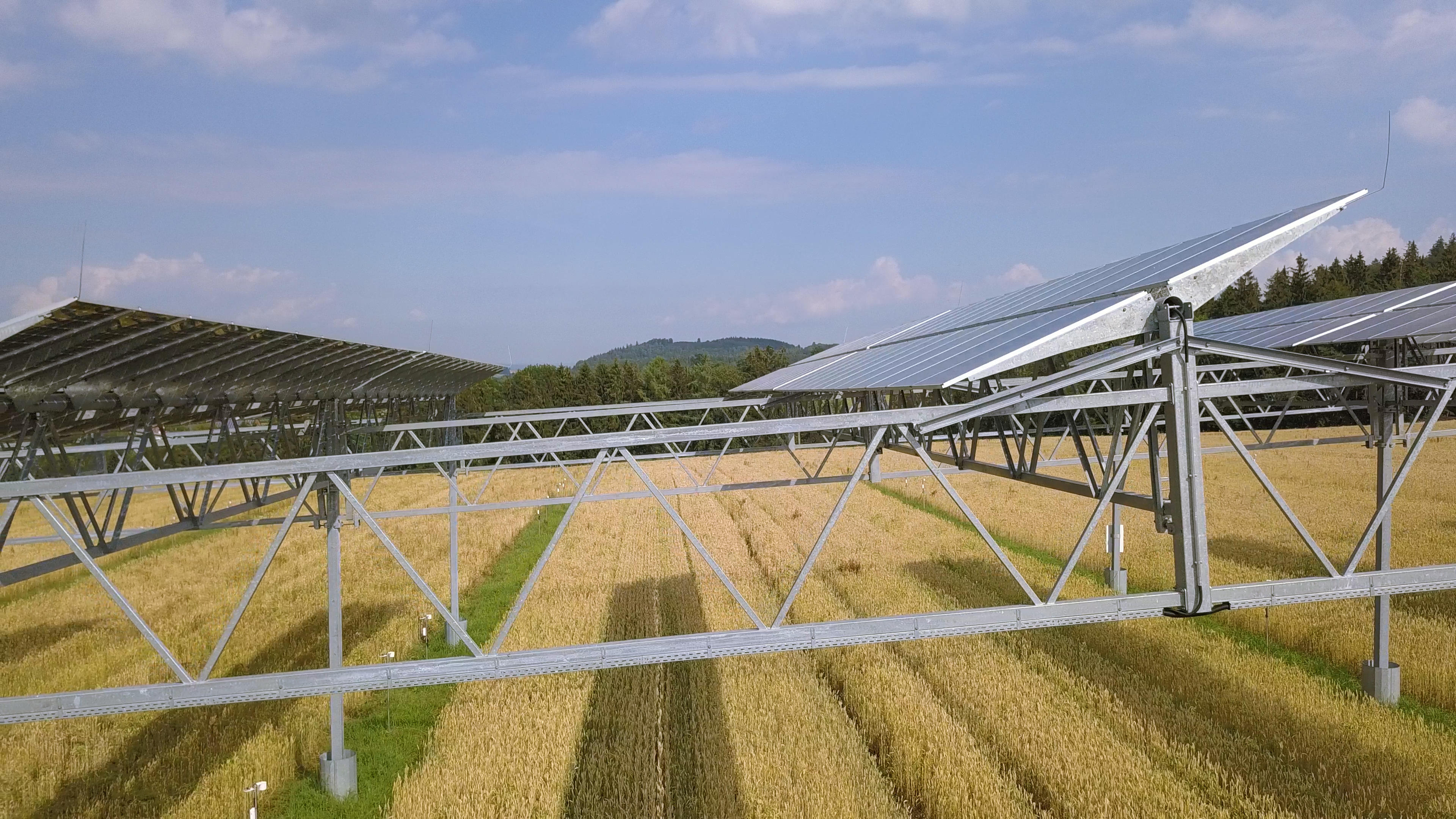
APV Anlage Heggelbach
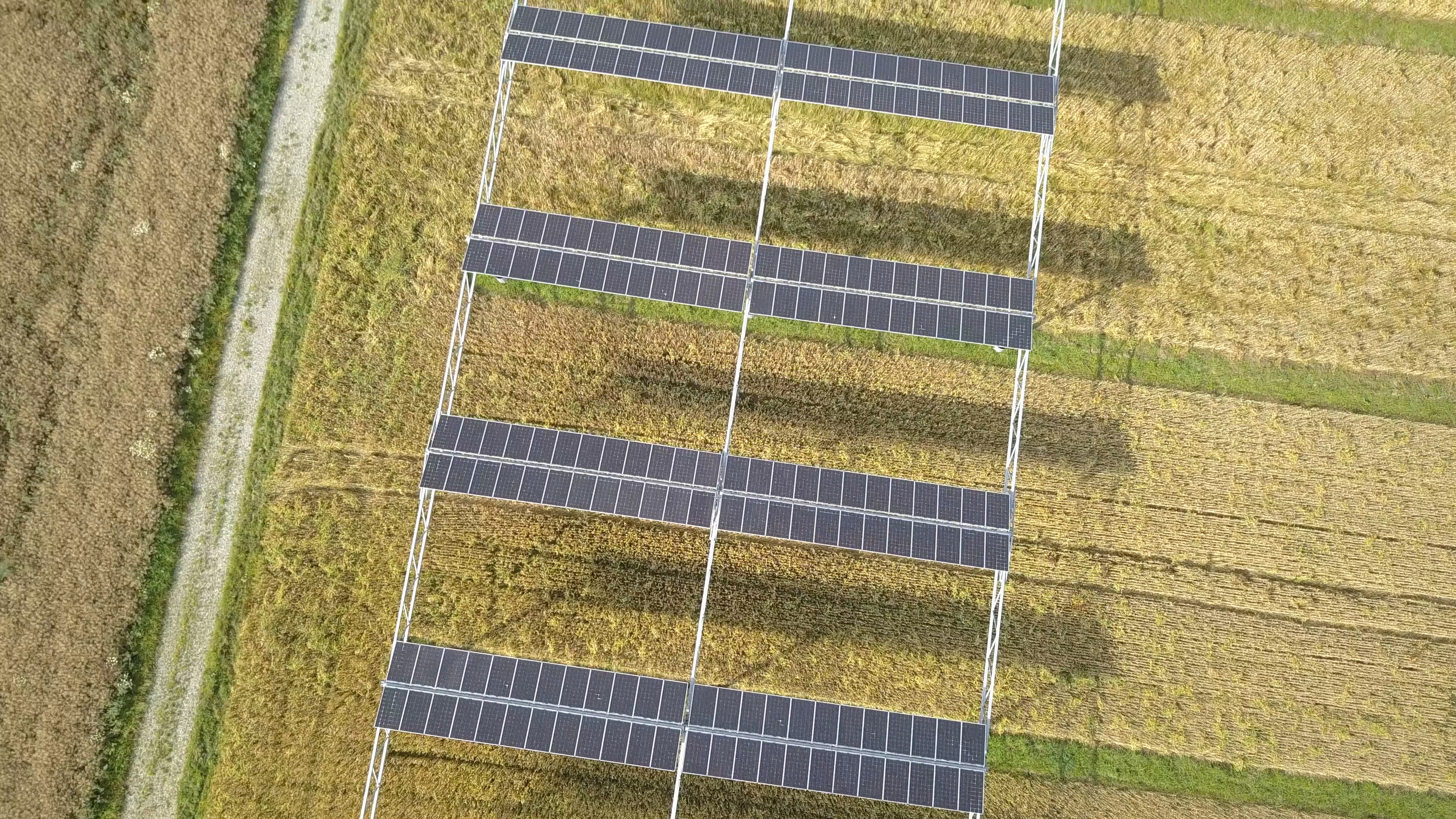
Luftbild APV Anlage Heggelbach